# Ростислав Војачек
Ростислав Војачек (чеш. Rostislav Vojáček; Креновице, 23. фебруар 1949) је бивши чехословачки фудбалски репрезентативац и легенда ФК Бањик Острава.

## Фудбалска каријера
Почео је да игра у ФК Сокол Креновице, а наставио као омладинац у ФК Славој Којетин. Током служења војног рока ВТЈ Дукла Кромјержиж и ВТЈ Дукла Табор. По одслужењу војног рока, 1970. враћа се Бањик Острава гдје остаје цијелу своју каријеру. Једини изузетак су четири утакмице које је одиграо као позајмица за тадашњег друголигаша ФК Збројовка Брно током прољећа 1984. Каријеру је завршио 1986. Одиграо је 380 првенствених утакмица као дефанзивац у клубу Бањик Острава, што је и данас клупски рекорд. Током каријере постигао је 27 првенствених голова и три пута освојио првенство. Играо је 40 пута за Бањик у европским куп такмичењима. За репрезентацију Чехословачке је одиграо 40 утакмица и постигао један гол. Дебитовао је 7. априла 1974. у пријатељској утакмици против Бразила. Једини го за репрезентацију постигао је 29. новембра 1981. против СССР. Био је капитен репрезентације на 4 утакмице. Освајач је бронзане медаље на Европском првенству у фудбалу 1980.. Био је члан репрезентације на свјетском првенству у фудбалу 1982.

## Лигашки учинак
| Сезона                       | Утакмица | Голова | Клуб             |
| ---------------------------- | -------- | ------ | ---------------- |
| 1. чехословачка лига 1970/71 | 25       | 1      | ФК Бањик Острава |
| 1. чехословачка лига 1971/72 | 25       | 0      | ФК Бањик Острава |
| 1. чехословачка лига 1972/73 | 30       | 0      | ФК Бањик Острава |
| 1. чехословачка лига 1973/74 | 26       | 3      | ФК Бањик Острава |
| 1. чехословачка лига 1974/75 | 25       | 1      | ФК Бањик Острава |
| 1. чехословачка лига 1975/76 | 28       | 3      | ФК Бањик Острава |
| 1. чехословачка лига 1976/77 | 28       | 1      | ФК Бањик Острава |
| 1. чехословачка лига 1977/78 | 26       | 3      | ФК Бањик Острава |
| 1. чехословачка лига 1978/79 | 26       | 3      | ФК Бањик Острава |
| 1. чехословачка лига 1979/80 | 24       | 1      | ФК Бањик Острава |
| 1. чехословачка лига 1980/81 | 19       | 1      | ФК Бањик Острава |
| 1. чехословачка лига 1981/82 | 26       | 5      | ФК Бањик Острава |
| 1. чехословачка лига 1982/83 | 25       | 1      | ФК Бањик Острава |
| 1. чехословачка лига 1983/84 | 13       | 1      | ФК Бањик Острава |
| 1. чехословачка лига 1984/85 | 22       | 1      | ФК Бањик Острава |
| 1. чехословачка лига 1985/86 | 12       | 1      | ФК Бањик Острава |
| УКУПНО                       | 381      | 26     |                  |